# Cap de la Baga de la Roca
El Cap de la Baga de la Roca és una muntanya de 996 metres que es troba entre els municipis de Borredà, a la comarca del Berguedà i de les Llosses, a la comarca catalana del Ripollès.